# John Davidson
John Davidson, född 11 april 1857, död 23 mars 1909, var en skotsk lyriker och dramatiker.
Davidson slog igenom med diktsamlingen Fleet Street Eclogues (1893). I denna och i Ballads and Songs (1894) återfinns hans bästa dikter, präglade av fint natursinne och friskhet.